# Melba (manzana)
Melba es una variedad cultivar de manzano (Malus domestica).
Una variedad de manzana que sus parentales de procedencia son 'McIntosh' x 'Liveland Raspberry'. Desarrollado en 1898 por William T. Macoun en el « "Central Experimental Farm, Ottawa" », Ontario (Canadá). Las frutas tienen una pulpa de color blanca, tierna y fundente, con sabor jugoso, dulce, ligeramente ácido, con aromas a fresa. Tolera las zonas de rusticidad según el departamento USDA, de nivel 4.

## Historia
'Melba' variedad de manzana que procede del cruce de Parental-Madre 'McIntosh' x el polen de Parental-Padre de 'Liveland Raspberry'. Criado en el « "Central Experimental Farm, Ottawa" » en Ontario (Canadá) en 1898 por William T. Macoun. Introducido en los circuitos comerciales y nombrado en 1909. Recibió la Medalla "Silver Wilder" de la "American Pomological Society" (Sociedad Pomológica Americana) en 1927.
'Melba' está cultivada en diversos bancos de germoplasma de cultivos vivos, tales como en National Fruit Collection (Colección Nacional de Fruta) de Reino Unido con el número de accesión: 1925-021 y Nombre Accesión : Melba.

## Características
'Melba' árbol de porte extenso, moderadamente vigoroso, erguido. Fructifica en espuelas. Comienza a producir como un árbol joven, pero tiene tendencia a convertirse en bienal, necesita un aclareo anual para mantener el tamaño de la fruta. Necesita veranos cálidos para madurar, aunque el clima inusualmente cálido durante la maduración final tiende a ablandar la manzana para que sea menos apetecible. Las flores pueden tolerar las heladas tardías. Tiene un tiempo de floración que comienza a partir del 3 de mayo con el 10% de floración, para el 8 de mayo tiene una floración completa (80%), y para el 14 de mayo tiene un 90% de caída de pétalos.
'Melba' tiene una talla de fruto medio, con forma redonda a ligeramente cónica, a menudo de contorno irregular, con la corona de tipo medio, con nervaduras de débil a medio; epidermis dura aromática, desarrolla una fina floración en la piel cuando está casi maduro, con color de fondo amarillo blanquecino con sobre color de lavado dos cuartos o más con rubores de color rojo pálido y rayas de color rojo oscuro y marcada escasamente con lenticelas indistintas de color claro, ruginoso-"russeting" (pardeamiento áspero superficial que presentan algunas variedades) débil; cáliz de tamaño pequeño y abierto, se encuentra en una cuenca calicina estrecha, moderadamente poco profunda, a menudo acanalada en sus paredes; pedúnculo de longitud corto y calibre robusto, que se encuentra en una cavidad moderadamente profunda y ancha, que tiene un ligero ruginoso-"russeting"; pulpa de color blanca, tierna y fundente, con sabor jugoso, dulce, ligeramente ácido, con aromas a fresa. Contenido de vitamina C: 14 mg/100 g.
Su tiempo de recogida de cosecha se inicia a mediados de agosto. Algo agrio cuando se recolecta por primera vez, pero se suaviza con el almacenamiento. Se conserva bien un par de semanas en cámara frigorífica.

## Progenie
'Melba' tiene en su progenie como Parental-Madre, a las nuevas variedades de manzana:
- Caravel
- Silva
- Jamba 69
- Beverly Hills

'Melba' tiene en su progenie como Parental-Padre, a las nuevas variedades de manzana:
- Ranger
- Pirja

'Melba' tiene en su progenie como Desporte, a las nuevas variedades de manzana:
- Red Melba
- Hunter Melba

## Usos
Se usa comúnmente como postre fresco de mesa buena manzana de postre de fines de verano.
También se usa para cocinar y hacer jugos.

## Ploidismo
Diploide. Auto estéril. Grupo de polinización : C, Día de polinización: 8.

## Susceptibilidades
- Ligeramente propenso al cancro
- Resistente a la sarna del manzano
- Resistente a la roya de la manzana.[7]

## Cultivo
Variedad cultivada en Canadá y Estados Unidos.
En Suecia, 'Melba' se cultiva mejor en la zona II-V . 'Melba' comenzó a venderse en Suecia en 1950 por "Alnarps Trädgårdar".
En Finlandia, la manzana se cultiva mejor en las partes del sur del país.